# José Lothario
Guadalupe Robledo, noto con lo pseudonimo José Lothario (Monterrey, 12 dicembre 1934 – San Antonio, 6 novembre 2018), è stato un wrestler messicano. Lottò in federazioni quali National Wrestling Alliance e World Wrestling Federation.

## Carriera
Lothario lottò nella National Wrestling Alliance per gran parte della sua carriera. Ebbe una striscia di sconfitte di oltre 500 match. Il giorno di Natale del 1970 lottò in coppia con Danny Miller per sconfiggere The Infernos e conquistare l'NWA Florida Tag Team Championship. Nella storyline, i precedenti campioni, Dusty Rhodes & Dick Murdoch, erano stati privati delle cinture. Le rivalità più importanti nella carriera di Lothario furono quelle con Gino Hernandez, che sconfisse in un hair vs hair match nel novembre 1978, e con El Gran Marcus. Lottò molto anche in Florida e Texas.
Negli anni ottanta, allenò Shawn Michaels, e nel 1996 divenne suo manager in WWF, guidandolo alla conquista del suo primo WWF World Heavyweight Championship a WrestleMania XII. All'evento In Your House 10: Mind Games nel settembre 1996, Lothario sconfisse Jim Cornette in un match manager vs. manager. Continuò l'attività di manager di Michaels fino alla Royal Rumble 1997. Tornò brevemente in WWF nel gennaio 1999 come parte di una storyline che coinvolgeva Michaels. Il figlio di Lothario, Pete, è anch'esso un lottatore professionista nella zona del Texas. Sua moglie Jean, ha lottato nella Southwest Wrestling Alliance di Joe Blanchard.

## Morte
Lothario morì il 6 novembre 2018, per cause naturali, all'età di 83 anni.

## Titoli e riconoscimenti
- Big Time Wrestling (San Francisco)
  - NWA World Tag Team Championship (San Francisco version) (1) – con Pepper Gomez
- Championship Wrestling from Florida
  - NWA Brass Knuckles Championship (Florida version) (3)
  - NWA Florida Tag Team Championship (2)  - con Argentina Apollo (1) e Danny Miller (1)
  - NWA Southern Tag Team Championship (Florida version) (5) - con Don Curtis (1), Joe Scarpa (3) e Dory Funk (1)
  - NWA World Tag Team Championship (Florida version) (4) – con Wahoo McDaniel (2), Eddie Graham (1) e Sam Steamboat (1)
- Gulf Coast Championship Wrestling
  - NWA Gulf Coast Heavyweight Championship (1)
- L&G Promotions
  - L&G Caribbean Heavyweight Championship (3)
- National Wrestling Alliance
  - NWA Hall of Fame (2017)[9]
- NWA Big Time Wrestling
  - NWA American Tag Team Championship (6) – con Ivan Putski (1), Mil Máscaras (1), El Halcon (3) e Tiger Conway Jr. (1)[10][11]
  - NWA Brass Knuckles Championship (Texas version) (5)[12][13]
  - NWA Texas Heavyweight Championship (7)[14][15]
  - NWA Texas Tag Team Championship (6) – con Mil Máscaras (1), Ivan Putski (1), Alberto Madril (2), Rocky Johnson (1) e Cien Caras (1)[16][17]
  - WCCW Television Championship (2)[18][19]
- NWA Tri-State
  - NWA Louisiana Heavyweight Championship (Tri-State version) (1)
- Professional Wrestling Hall of Fame and Museum
  - Classe del 2021